# 特别顾问调查
特别顾问调查案（Special Counsel investigation），也被称为穆勒调查案（Mueller Investigation），是美国对于俄罗斯干涉2016年总统大选的执法和反情报调查。这项调查案包括唐纳德·特朗普的选战和俄罗斯政府之间可能存在的任何联系和协调，“以及任何直接或可能直接在调查过程中出现的事项。”根据报道，调查的范围包括特朗普和其他人可能存在的对司法公正的妨碍。这项调查从2017年3月17日开始，由美国司法部特别顾问办公室展开，由前美国联邦调查局（FBI）主任、美国共和党党员罗伯特·穆勒牽頭。作为调查的一部分，穆勒还接管了其他几个现有的FBI的调查案，调查的对象包括前竞选主席Paul Manafort和前国家安全顾问迈克尔·弗林。
到2019年2月21日，这项调查已经导致了数十起联邦犯罪起诉，其中至少八起已经认罪或定罪。2018年8月，前竞选主席Manafort在美国弗吉尼亚州东方地区法院因八项金融重罪被判决有罪，一个月之后，在认罪协商中，他承认了犯有密谋骗取美国的钱财和妨碍司法公正的罪行，并同意与公诉人充分合作。这项调查同样导致前国家安全顾问弗林承认对FBI作出过虚假陈述，根据2017年12月的认罪协议，他被要求作为调查的合作证人。穆勒进一步取得了Manafort的商业伙伴Rick Gates，荷兰律师Alex Van Der Zeaan，前特朗普竞选顾问Gorge Papadopoulos，政治说客W. Samuel Patten和Richard Pinedo的认罪。除了荷兰律师Alex Van Der Zeaan，其他人都成为了调查人员的合作证人。在2018年2月，穆勒控告13位俄罗斯公民和3个俄罗斯主体，其中最显眼的是互联网研究机构（Internet Research Agency）。同年6月，穆勒又追加了对Manafort的商业伙伴Konstantin Kilimnik的指控。同年7月，名为Fancy Bear的俄罗斯GRU网络间谍组织的12名成员，因发动2016年的DNC电子邮件黑客攻击而被指控。对特朗普私人律师Michael Cohen的调查被移交至美国纽约南区检察官办公室。特朗普的长期顾问Roger Stone因七项罪名于2019年1月被起诉。
起初，虽然特别顾问调查受到了共和党和民主党共同的支持，但是却受到特朗普和他的支持者的批评。在2019年1月30日，联邦调查局的一份法庭文档显示，位于俄罗斯的某个人也在试图通过推特诋毁特别顾问调查。俄罗斯人民也向记者发送了伪造文件，对参与特别顾问调查的调查者的不端行为进行了虚假指控，但是这些指控几乎立即被揭穿。特朗普和他的支持者则批评了调查的开销。到2018年12月为止，调查已经花费了约2500万美元，但是通过合法资产扣押获得了约4800万美元。